# Winfried Trillitzsch
Winfried Trillitzsch (* 3. Juli 1932 in Euba; † 27. September 1990 in Jena) war ein deutscher Altphilologe.
Trillitzsch studierte von 1951 bis 1956 Klassische Philologie und Mittellatein an der Universität Leipzig. Neben Ernst Bloch und Franz Dornseiff zählte vor allem Horst Kusch (1924–1958) zu seinen akademischen Lehrern. Nach dem Diplom erhielt er eine wissenschaftliche Aspirantur und widmete sich dem von Kusch angeregten Thema seiner Dissertation Interpretationen zu Senecas Beweisführung, mit der er 1959 in Leipzig bei Dornseiff promoviert wurde. 1967 habilitierte er sich ebendort mit einer Habilitationsschrift unter dem Titel Seneca im literarischen Urteil der Antike. 1976 wurde er wissenschaftlicher Oberassistent und ab 1977 Dozent an der Friedrich-Schiller-Universität Jena.
Abgesehen von seinen Arbeiten zu Seneca übersetzte Trillitzsch die Ecbasis captivi, ein tropologisches Tierepos des Mittelalters, die lateinischen Briefe von Thomas Müntzer sowie die Gesta Romanorum, eine spätmittelalterliche Sammlung antiker und mittelalterlicher Erzählungen. Zuletzt veranstaltete er eine Quellenedition zum deutschen Renaissance-Humanismus. Neben verschiedenen kleinen Schriften steuerte er außerdem Addenda et Corrigenda zu Neuauflagen textkritischer Editionen Caesars und Ciceros in der Bibliotheca Teubneriana bei.

## Schriften (Auswahl)
Monographien
- Senecas Beweisführung. Akademie-Verlag, Berlin 1962 (Dissertation).
- als Hrsg.: Ecbasis cuiusdam captivi per tropologiam – Die Flucht eines Gefangenen (tropologisch). Text und Übersetzung. Mit einer Einleitung und Erläuterungen hrsg. von Winfried Trillitzsch. Historisch erklärt von Siegfried Hoyer. B. G. Teubner Verlagsgesellschaft, Leipzig o. J. [1965].
- Die Flucht eines Gefangenen. Ein mittelalterliches Tierepos. Übertragen und herausgegeben von Winfried Trillitzsch. Insel-Verlag, Leipzig 1969.
- Seneca im literarischen Urteil der Antike. Darstellung und Sammlung der Zeugnisse. 2 Bände, Hakkert, Amsterdam 1971 (Habilitationsschrift).
- als Hrsg.: Gesta Romanorum – Geschichten von den Römern. Ein Erzählbuch des Mittelalters. Erstmals in vollständiger Übersetzung. Insel-Verlag, Leipzig 1973.
- Der deutsche Renaissancehumanismus. Abriß und Auswahl. Reclam, Leipzig 1981.

Artikel
- Seneca tragicus – Nachleben und Beurteilung im lateinischen Mittelalter von der Spätantike bis zum Renaissancehumanismus. In: Philologus. Band 122, 1978, S. 120–136.